# Taira qiuae
Espèce
Taira qiuae est une espèce d'araignées aranéomorphes de la famille des Amaurobiidae.

## Distribution
Cette espèce est endémique du Shaanxi en Chine,.

## Description
Le mâle holotype mesure 5,40 mm et la femelle paratype 6,62 mm.

## Étymologie
Cette espèce est nommée en l'honneur de Qiong-hua Qiu.

## Publication originale
- Wang, Jäger & Zhang, 2010 : The genus Taira, with notes on tibial apophyses and descriptions of three new species. Journal of Arachnology, vol. 38, no 1, p. 57-72 (texte intégral).